# Далеке (Свентокшиське воєводство)
Далеке (пол. Dalekie) — село в Польщі, у гміні Москожев Влощовського повіту Свентокшиського воєводства.
Населення — 64 особи (2011).
У 1975-1998 роках село належало до Ченстоховського воєводства.

## Демографія
Демографічна структура на день 31 березня 2011 року:
|          | Загалом | Допрацездатний вік | Працездатний вік | Постпрацездатний вік |
| -------- | ------- | ------------------ | ---------------- | -------------------- |
| Чоловіки | 34      | 4                  | 24               | 6                    |
| Жінки    | 30      | 4                  | 18               | 8                    |
| Разом    | 64      | 8                  | 42               | 14                   |